# Villanueva de Cameros
Villanueva de Cameros è un comune spagnolo di 125 abitanti situato nella comunità autonoma di La Rioja.